# USS Jack H. Lucas (DDG-125)
«Джек Лукас» (англ. USS Jack H. Lucas (DDG-125) — ескадрений міноносець КРО типу «Арлі Берк» ВМС США, перший корабель серії III.
Головна відмінність від попередньої серії — новий радар AMDR (Air and Missile Defense Radar) або AN/SPY-6 для виявлення ракет дальньої дії замість РЛС SPY-1.
Стане 75-м ракетним есмінцем типу «Арлі Берк», головна зброя якого — дві універсальні пускові установки Mark 41 системи «Іджіс» на 32 (носова) та 64 (кормова) комірки, які можуть застосовувати як зенітні ракети SM-2, так і крилаті «Томагавки».

## Історія створення
Ескадрений міноносець «Джек Лукас» був закладений 8 листопада 2019 року на верфі «Huntington Ingalls Industries». Це 75-й корабель даного типу.
Свою назву отримав на честь капітана Джека Лукаса (англ. Jacklyn Harrell "Jack" Lucas), який був нагороджений Медаллю Пошани у віці 17 років під час битви за Іодзіму. Про присвоєння назви 6 травня 2019 року оголосив Міністр військово-морських сил США Рей Мабус.
Спущений на воду 4 червня 2021 року.